# Girona Fútbol Club
El Girona Futbol Club, S. A. D. es un club de fútbol español de la ciudad de Gerona, España. Actualmente milita en la LaLiga EA Sports, la máxima categoría de fútbol en España. Fue fundado el 23 de julio de 1930 y su primer presidente fue Albert de Quintana de León. Los colores que identifican al club son el rojo y el blanco, utilizados en forma de rayas verticales en su uniforme titular desde su fundación. Desde 1970 juega como local en el estadio Municipal de Montilivi, propiedad del municipio de Gerona, pero concedido al club hasta 2068, con capacidad para 14 624 espectadores.
El club cuenta con cantera de jugadores desde la categoría de alevines. El filial del primer equipo de fútbol es el Girona B, que milita en la Segunda Federación.
Ocupa el puesto número 39 de la Clasificación histórica de la Primera División de España. En la temporada 2025-26, el club cuenta con 13.000 socios y un total de 32 peñas oficiales.

Como dato peculiar cabe destacar que en su primera temporada en la Primera División temporada 2017-18, se convierte, según lo afirma un estudio del Observatorio del Fútbol (CIES), en el mejor equipo de las 5 mejores ligas europeas (LaLiga de España, Premier League de Inglaterra, Bundesliga de Alemania, Ligue 1 de Francia y Serie A de Italia) en marcar goles en jugada de balón parado.

El 27 de julio de 2018, se convirtió en el primer equipo de la Primera División y el segundo de la grandes ligas europeas en jugar un partido en la India. En diecisiete ocasiones ha conseguido el Trofeo Costa Brava, su torneo de verano, en una ocasión la Copa Cataluña en 2025 y en una ocasión la Supercopa de Cataluña en 2019.
En la temporada 2023-24, después de solo 4 temporadas en Primera División, y a falta de 6 jornadas para acabar la temporada, consigue asegurarse un puesto para jugar competición europea por primera vez en la historia del club. El 4 de mayo, consigue asegurarse un puesto para la Liga de Campeones de la UEFA por primera vez en su historia, al derrotar al F. C. Barcelona por 4-2 en condición de local, temporada que finalizó como tercer clasificado, solo por detrás del Real Madrid y Barcelona, y con Artem Dovbyk (24) como máximo goleador (Trofeo Pichichi) del campeonato.

## Historia

### Nacimiento

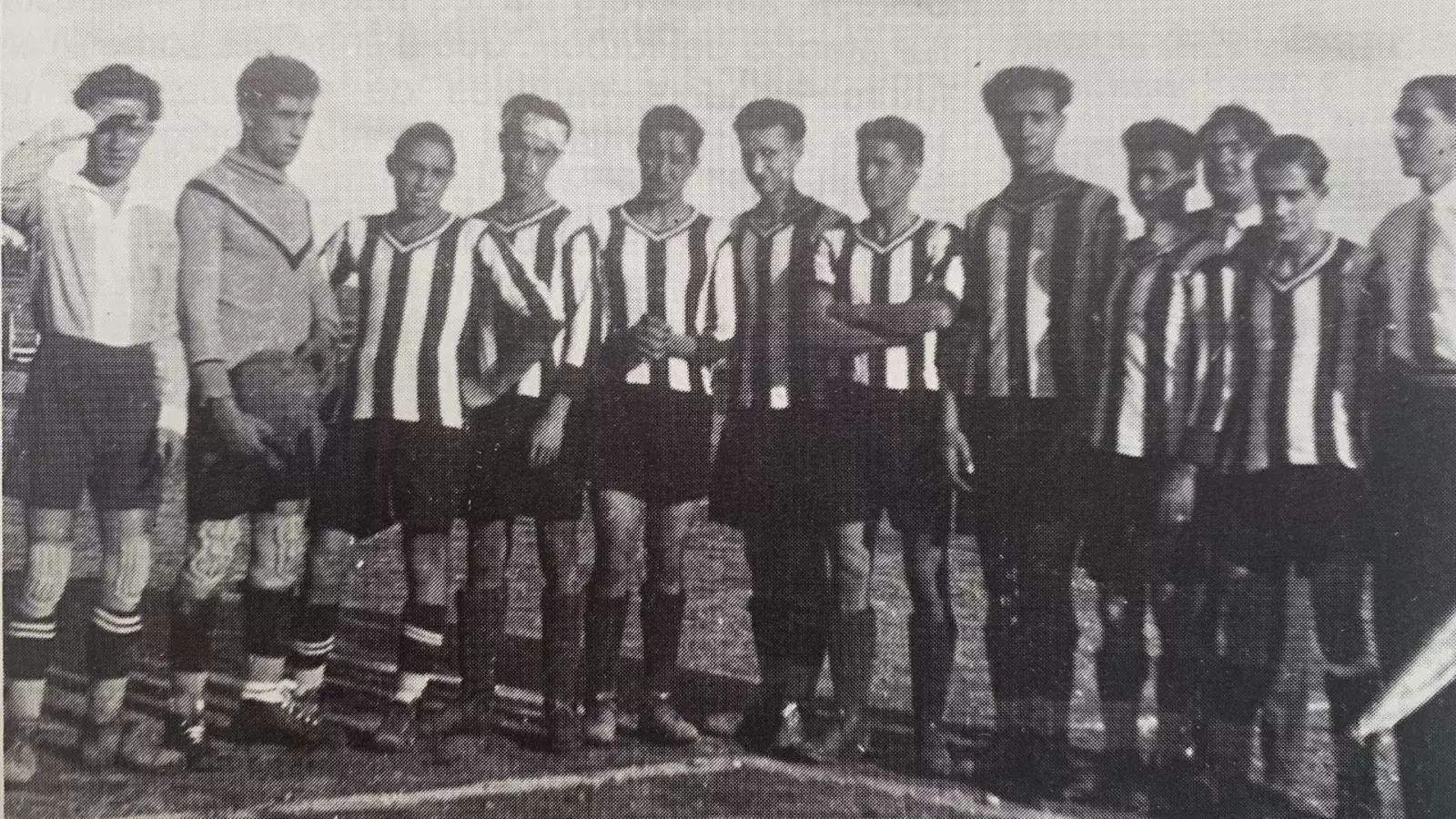
Primer partido, temporada 1930/31.

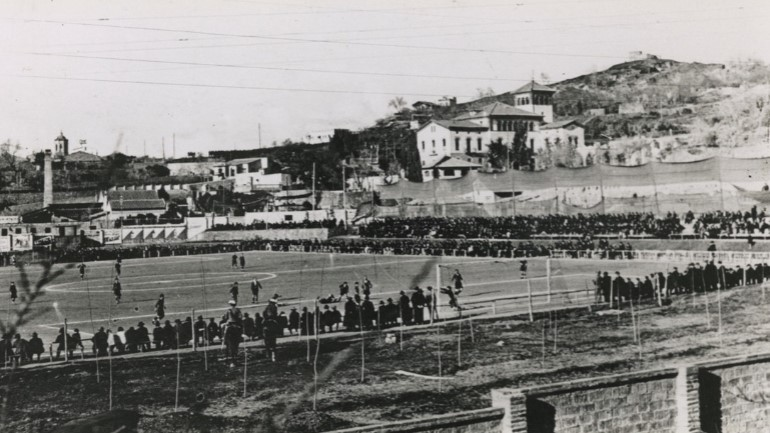
Estadio Vista Alegre.

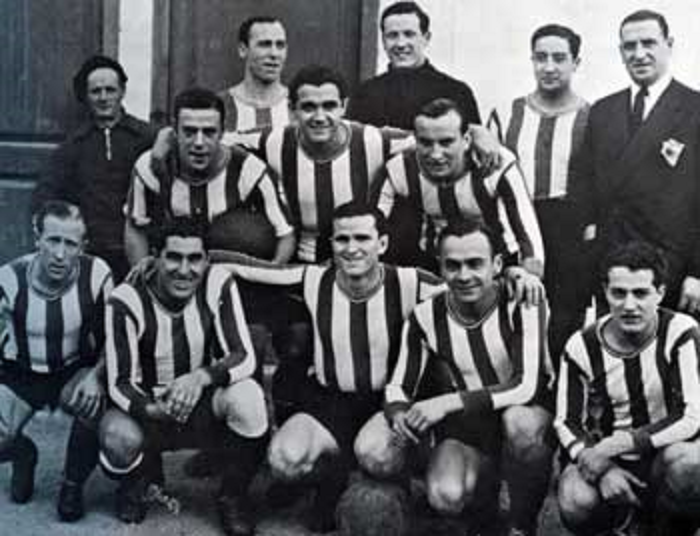
Temporada 1935/36, promoción a Primera División.

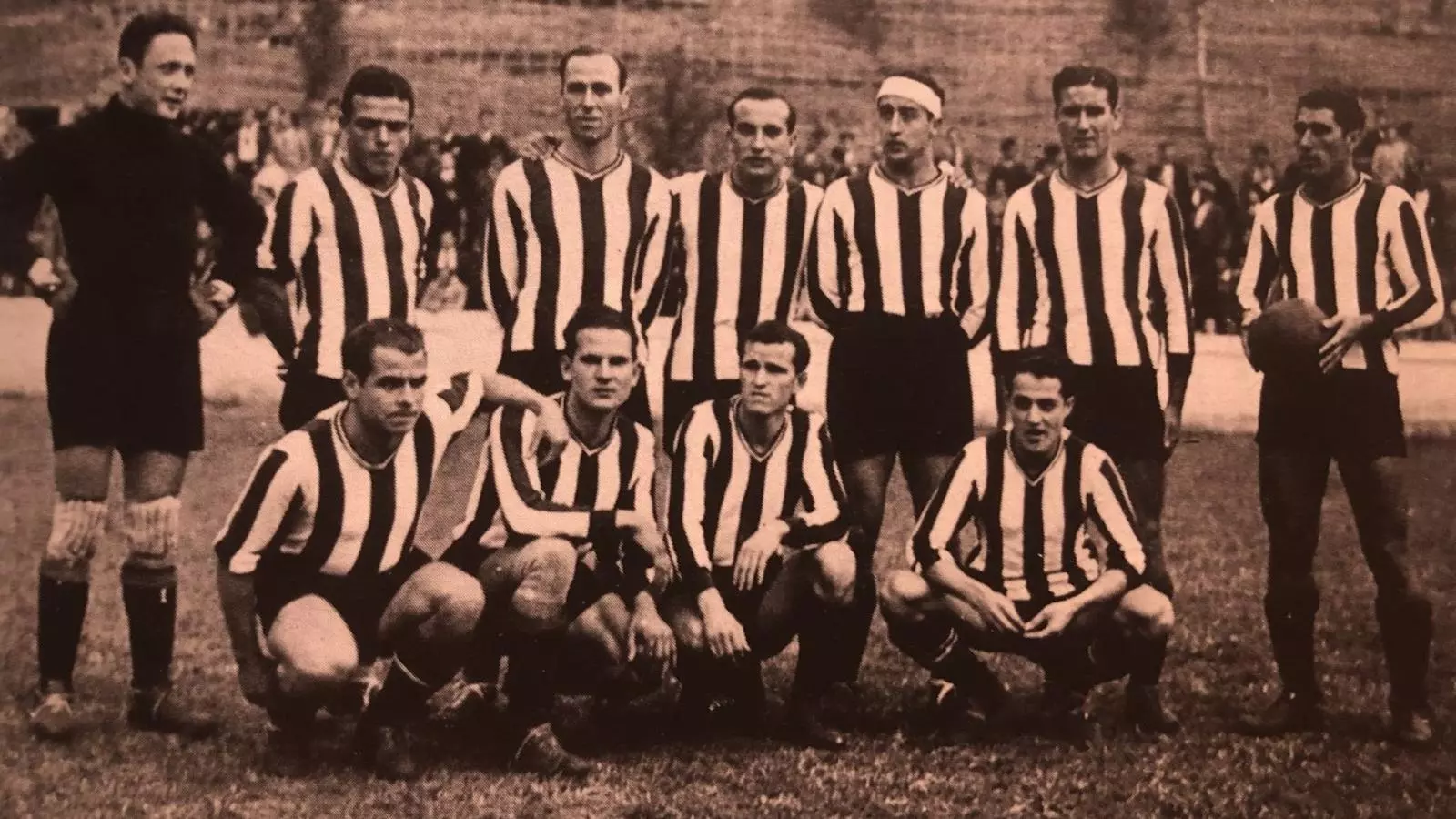
Temporada 1936/37, en plena guerra civil

El fútbol llegó a Girona a principios del siglo XX, y el primer equipo de la ciudad fue el histórico Strong Esport, al que se sumaron otros clubes menores (Agrupación Juventud en 1903, el Girona Sport "los seminaristas", el Atlético "la clase obrera", el Club Patronato "social-católico", y otros menos destacados como el Gerunda, el Olímpico, el Catalònia, el Estudiantil y el Industrial), con el paso del tiempo. En la década de 1920 la ciudad gerundense vería dos nuevos clubes; el CE Gironí, fundado en 1921, y la Unión Deportiva Gerona quien construyó el Camp de Vista Alegre, ya que donde jugaba sus primeros partidos en, Camp de Marts "Campo de Martes" ubicado en el centro del Parque de la Dehesa de Gerona, se quedó pequeño para albergar al numeroso público.

Tras la desaparición de la U. D. Gerona al final de la década por motivos económicos, ya que tenía una deuda de 200.000 pesetas (considerada una fortuna para aquella época), se decide crear un club estable en la ciudad.
El 23 de julio de 1930 se funda, en el Café Norat de la Rambla, el Girona Fútbol Club sobre las bases de la extinta U. D. Gerona, gracias al empeño de un grupo de entusiastas como: Albert de Quintana  de León (primer presidente del Girona FC), Andreu de Benito, Manuel de Chopitea, Lluís Ribas, Josep Maria Pla Dalmau, Francesc Figueras, Joaquim Medrano, y otros. 

El 1 de agosto, el Ayuntamiento autorizaba al club para que pudiera hacer uso del escudo de la ciudad en sus distintivos.

Para la temporada 1930-31 el nuevo equipo comenzaría jugando en la segunda categoría del campeonato catalán y disputa su primer partido ante el Colònia Artigas, que termina en un empate por 1-1, marcando el primer gol Balbí Clara el 19/10/1930, la histórica primera alineación la formaron: Florenza, Teixidor, Farró, Flavià, Comas, Corradi, Ferrer, Escuder, Clara, Tarradellas y Torrella, entrenado por Josep Viñas con el que ese año el equipo consiguió el ascenso en su primer año de vida a la 2.ª División catalana Preferente.

#### Ascensos consecutivos
En la próxima temporada, la temporada 1931-32, el equipo terminó en el sexto puesto y no logró el ascenso. Pero en la siguiente temporada, el club gana la liga y asciende a la Tercera División. En la temporada 1933-34 el club consigue otro ascenso consecutivo, esta vez a la Segunda División. La temporada 1935-36 fue la segunda presencia consecutiva del club en la Segunda División, la cual fue todo un éxito, ya que fue primero de su grupo y eso le valió para jugar la eliminatoria al ascenso a Primera División, junto al Celta, Zaragoza, Arenas, Murcia y Xerez. El Gerona, que terminó de penúltimo, se quedó sin el premio del ascenso.

#### Guerra civil española
En los años de la guerra civil española, se suspendió la liga nacional, así que el Girona fue inscrito en la Liga Mediterránea de fútbol, quedando tercero por delante del Valencia CF y por detrás del Barça y el RCD Espanyol. También se jugaron muchos partidos amistosos y benéficos.

#### Antecedentes
Tras la Guerra el equipo alternaría la Segunda y la Tercera División, hasta que en 1959 el equipo desciende definitivamente a Tercera, categoría de la cual no salió hasta 1977. Durante esta época el club vive la creación del CD Gerona, posterior filial del Gerona FC.
En 1968 se empieza a construir el estadio de Montilivi, que sería el primer campo de propiedad del club. En la temporada 1970-71 comenzó a disputar en Montilivi sus partidos como local, dejando atrás el estadio de Vista Alegre que fue su casa durante casi cincuenta años.
En 1971, se proclamó campeón del Trofeo Finalísima, trofeo que se disputó en una sola edición, para decidir quién sería el propietario de la copa y campeón de campeones del Trofeo Moscardo, haciendo una eliminatoria con todos los equipos que habían ganado alguna vez el torneo. A la final llegaron el Europa y el Gerona FC siendo los gerundenses campeones.

#### Problemas económicos
En el 1982 el club descendió a la regional preferente, donde no jugaba desde la temporada 1933-34. Esto fue debido a problemas económicos, y el club tenía una deuda de 15 millones de pesetas. El equipo quedó campeón y salió de la regional. En el 1989 salió de la Tercera División y las cosas mejoraron. En la Temporada 1991-92 el club realizó una gran campaña, quedando tercero clasificado del Grupo III de Segunda División B, valiéndole esto para la clasificación de los "play-off" de ascenso a segunda división. El sorteo dejó al Girona encuadrado en el grupo del UD Salamanca, Villarreal CF y la Real Balompédica Linense, en la última jornada de la liguilla el Girona dependía del mismo para subir, pero una derrota en el campo de UD Salamanca por 2-1, dejó al Girona un año más en Segunda División B. Después de la liguilla el club contaba con una deuda de 30 millones de pesetas.
Las cosas empeoraron cuando el equipo descendió otra vez a la Tercera División en la temporada 1995-96. La llegada de Pere Saguer a la presidencia en 1997 mejoró la tendencia negativa del club, que había descendido a Regional Preferente ese año. En la temporada 1999-2000 el Girona recuperó la Tercera División, y los problemas económicos fueron arreglados.

#### Ascenso a Segunda División

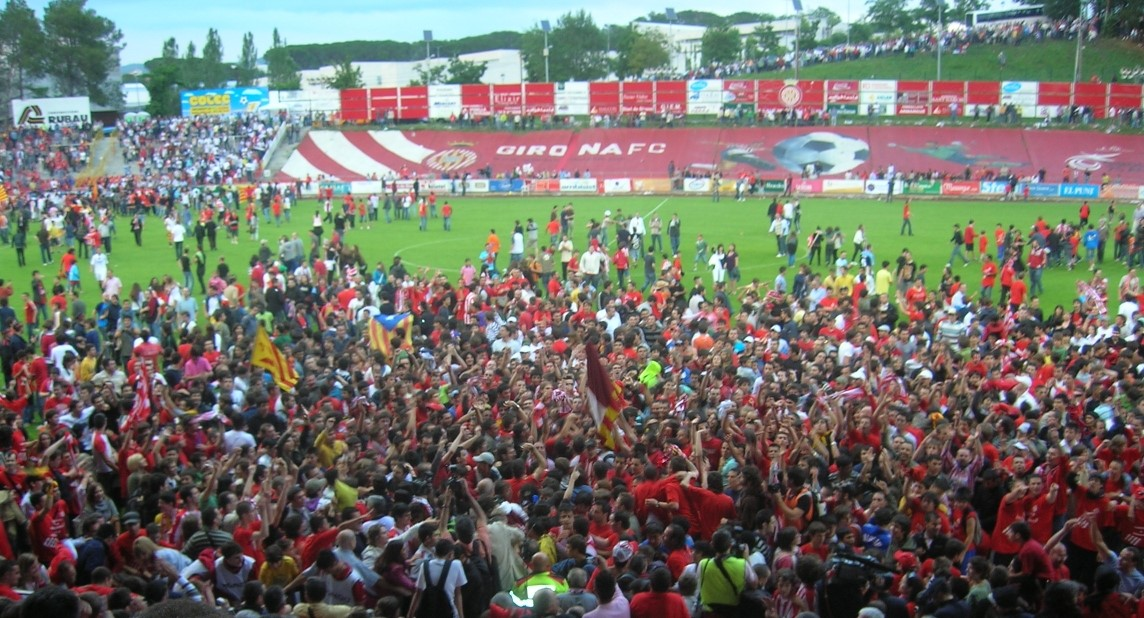
Celebración del ascenso a 2.ª.

Tras varias temporadas en las que el equipo gerundense estaba entre Tercera y Segunda División B, el Girona encadenaría dos ascensos seguidos entre 2006 y 2008.
En la Temporada 2006-07, el Girona FC acabó la competición quedando segundo clasificado del grupo V de Segunda División B, con lo que se garantizaba disputar el ascenso, consiguiendo una plaza para jugar en Segunda división al vencer en el "play-off" a la RSD Alcalá.
En la Temporada 2007-08, bajo las órdenes de Raül Agné, el equipo logra terminar primero en el Grupo III de Segunda B y asciende a Segunda División, tras 49 años de ausencia, al vencer en el "play-off" de ascenso, en semifinales al Barakaldo CF y en la final a la AD Ceuta el 15 de junio de 2008. Luego de esta hazaña, el Girona se consolidaría en Segunda División, de tal forma que se mantendría en dicha categoría hasta la temporada 2016-17, en la cual quedaría subcampeón y ascendería a Primera División, por primera vez en su historia.
El club se convirtió en sociedad anónima deportiva el 30 de julio de 2009.

#### Era Vilaró y Boadas
El 22 de julio de 2010 un grupo de empresarios de Gerona encabezado por Ramón Vilaró, Joaquim Boadas y Josep Delgado compraron el 72% de las acciones que tenían conjuntamente el antiguo presidente Josep Gusó y Josep Rofes pasando así a ser los nuevos propietarios de Girona FC. Esto le hace tener la totalidad de acciones de Gusó y casi la totalidad de las de Rofes que se queda con un poco más del 6%, y las demás son repartidas entre los pequeños accionistas.
En la presentación del nuevo organigrama institucional y deportivo de la entidad se presenta como presidente a Ramón Vilaró, mientras que en la pendiente deportiva, se presenta como nuevo director deportivo a Xavier Julià y al entrenador Raül Agné.
El 2 de marzo de 2011 el estadio presentó su primer lleno con 9.286 espectadores, desde que las gradas están provistas de asientos individuales.
El 18 de marzo de 2011 la junta general extraordinaria de accionistas aprobó una ampliación de capital, mediante aportaciones dinerarias, que se concretaría en la emisión de 300.000 nuevas acciones a razón de 10 € cada una. Previamente a la ampliación, se realizó una disminución del capital hasta 64.600 € (6.460 acciones de 10 €) debido a las pérdidas, con lo que el capital final quedó en 3.064.600 €. El 14 de mayo el club comunicó a mediante de prensa que la ampliación había sido completada, casi totalmente por el máximo accionista (Unió Esportiva Girona S. L.)
En junio de 2011, crea un filial y decide crear un campo de césped natural en Palau, de unos 90 m × 45 m en una explanada del GEiEG. El Girona FC y el GEiEG llegaron un acuerdo para que el club gestionara todo el proceso de las obras y el mantenimiento. Así no tendrían que desplazarse fuera de la ciudad a entrenar.
El club optó por blindar a sus jugadores en julio, ya que antes cualquier equipo que pagaba 30.000€ (que era la cantidad media de las cláusulas de rescisión de los jugadores) hacía posible que estos podían abandonar el equipo antes de acabar sus contrato. Ahora la cantidad que deberán pagar está entre 1.000.000 € y 3.000.000 €.
Después de renovar las oficinas del club, los accesos al campo, la colocación de tornos en el control de entradas y otras cosas que exigía la LFP, el 22 de julio de 2011 se llega un acuerdo con una empresa de la comarca gerundense, para cambiar el marcador antiguo por un videomarcador de 18 m².
En diciembre de 2012, el club convoca una nueva junta de accionista y una ampliación de capital, a su vez anuncia por primera vez desde que está en la LFP, que debido a la gestión del consejo de administración, el Girona FC acabará la temporada con un superávit de 200.000€, debido a la reducción notoria del presupuesto de esta temporada que pasa de 8.000.000 € a tan solo alrededor de 4.500.000 €.
En mayo de 2013, el consejo de administración bajo el lema de "El Girona també és meu" (El Girona FC también es mío), aprueba una ampliación de capital de 300.000 € en acciones de 10 € la acción, con el objetivo de equilibrar el patrimonio del Club.
En julio de 2013 el club solicita un concurso de acreedores para poder garantizar su viabilidad.

### Era TVSE FÚTBOL
En la temporada 2014-15, el club quedó de tercero en la liga, y estuvo muy cerca de clasificar a la Primera División. En el playoff de ascenso, fueron eliminados por el Real Zaragoza, y a pesar de haber ganado el primer partido 3-0, perdieron la vuelta 4-1 y fueron eliminados por goles de visitante (4-4 en global).
El 1 de abril de 2015 Josep Delgado cierra la venta del club a un grupo inversor español por una cláusula en el contrato y adquiere el 80% de las acciones del club. Su primer objetivo fue sacar al club del concurso de acreedores del que llevaba inmerso desde cerca de 2 años, y lo consiguió el 9 de abril de 2015. El 30 de junio de 2015 la empresa TVSE FÚTBOL se hace accionista mayoritaria con el 80% de las acciones. Su primera medida es dar el puesto de director general del club a Ignasi Mas-Bagà y poner como nuevo presidente de la entidad a Delfí Geli.
El 30 de diciembre de 2015 el club aprueba vía junta general de accionistas un préstamo participativo de 3.8 millones de euros, por parte de su máximo accionista TVSE FÚTBOL, para equilibrar el patrimonio neto negativo.

### Ascenso a Primera División

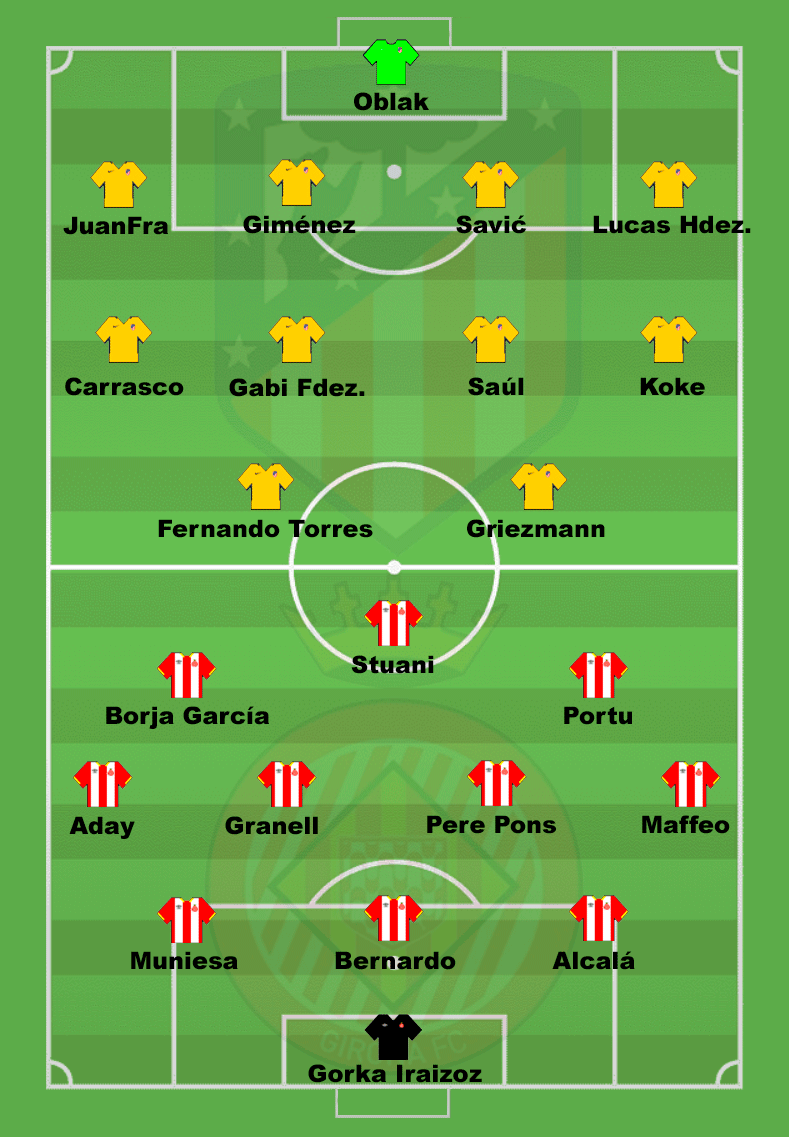
Primera alineación del Girona FC en 1.ª División

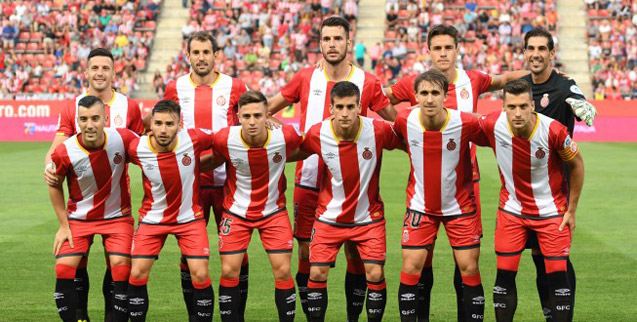
Temporada 2017/18.

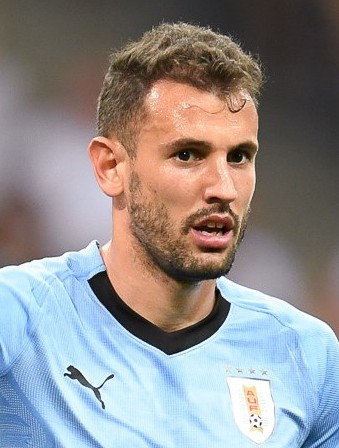
Cristhian Stuani, Máximo goleador del club.

El Girona Fútbol Club ascendió a la Primera División por primera vez en su historia el 4 de junio de 2017 tras empatar 0-0 con el Real Zaragoza en el Estadio Montilivi, a falta de una jornada para finalizar la temporada terminando en un meritorio segundo puesto.
El 23 de agosto de 2017, el club fue adquirido a partes iguales por el City Football Group y el Girona Football Group, que tendrán el 44,3% de las acciones cada uno, el otro casi 12% serán propiedad de los pequeños accionistas. El City Football Group es propietario del Manchester City FC, el New York City FC, el Club Atlético Torque, el Club Bolívar, y también otros clubes de fútbol.
Una de las primeras medidas para afrontar el estreno en la máxima categoría es la ampliación provisional del estadio a 13.286 localidades con dos gradas suplementarias, una en Gol Nord y otra en Preferente, debido a las exigencias de la LFP y el aumento de la masa de socios del equipo. El Ayuntamiento invertirá 1.2 millones de euros del fondo estatal de inversión local, para la remodelación del estadio y las nueva gradas. Estas gradas se hicieron fijas después que el equipo logró la permanencia durante su primera temporada en la Primera División.
También gana en infraestructuras ya que llega un acuerdo con el PGA de Caldes de Malavella para la construcción de dos campos entrenamiento con las medidas exactas del Municipal de Montilivi; una de césped natural y el otro de césped híbrida. En los planes también está la construcción del gimnasio, sala de recuperación y despachos.
El Girona logra su primera victoria en la Primera División en la segunda jornada derrotando 1-0 al Málaga CF. La primera vuelta acaba con 26 puntos, con un balance de 7 victorias, 5 empates y 7 derrotas; en el último partido de esta primera vuelta, el Girona logra su primera goleada en Primera División, 6-0 contra la UD Las Palmas y el primer hat-Trick en Primera división conseguido por Michael Olunga el 13 de enero de 2018. El 3 de marzo de 2018 se convierte en el mejor debutante en la historia de Primera División con 40 puntos en la jornada 27 y el segundo mejor debutante al final de temporada con 51 puntos. Se convierte en su primera temporada, según lo afirma un estudio del Observatorio del Fútbol (CIES), en el mejor equipo de las 5 mejores ligas europeas (España La Liga, Inglaterra Premier League, Alemania Bundesliga, Francia Ligue 1, Italia Serie A) en marcar goles en jugada de balón parado.
En la temporada 2018-19 el Girona accede por primera vez a cuartos de final de la Copa del Rey tras los empates contra el Atlético de Madrid 1-1 en casa y 3-3 de visitante. En cuartos de final es eliminado por el Real Madrid 7-3 en global. En marzo gana su primera Supercopa de Cataluña al imponerse al F.C. Barcelona por 0-1 debido de un gol de Cristhian Stuani.

### Regreso a Segunda División
El Girona Futbol Club descendió a Segunda División en la temporada 2018-19 tras quedar decimoctavo con 37 puntos. 
En la primera temporada de vuelta a segunda, finalizó en quinta posición, clasificándose para los play-off de ascenso. Consiguió derrotar al UD Almería con 1-0 en casa y 1-2 en campo rival. No obstante fue eliminado contra el Elche CF: tras el 0-0 de la ida, el partido de vuelta en Montilivi iba camino de terminar con el mismo resultado, pero en el minuto 96 Pere Milla marcó el único gol de la eliminatoria y tumbó al Girona.
La temporada 2020/21, debido al parón por COVID-19 y por haber jugado los play-off, el Girona para poder descansar empezó la liga en la jornada 3, teniendo que recuperar a finales de año las dos primeras jornadas. Empezó la liga algo irregular pero un buen último tramo le hizo meterse en posiciones de jugar de nuevo los play-off de ascenso a Primera, repitiendo la quinta posición de la temporada anterior. En las semifinales fue emparejado nuevamente con el Almería CF, y nuevamente conjunto catalán salió airoso tras ganar 3-0 la ida en casa y empatar a 0 la vuelta en Almería. Jugó su cuarta final contra el Rayo Vallecano, ganando la ida 1-2 pero perdiendo 0-2 en Montilivi, lo cual lo vuelve a dejar una temporada más en la división de plata.

### Era Míchel

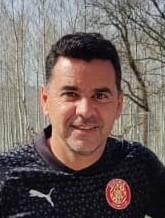
Michel Sánchez.

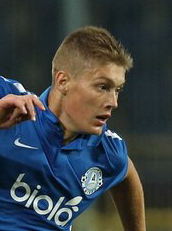
Artem Dovbyk Pichichi temp. 2023/24 con 24 goles.

Después de dos años seguidos perdiendo a final de la promoción de ascenso a 1.ª división, el club apuesta por Michel Sánchez, quien tenía como objetivo subir al equipo a primera división con uno de los presupuestos más bajos del club de los últimos años.
Lo consiguió en su primer año como entrenador del club, quedando sexto clasificado y ganando a la SD Eibar por 0-1 (ida) y 0-2 (vuelta) en semifinales y al CD Tenerife por 0-0 (ida) y 1-3 (vuelta) en la final de la promoción a Primera División.
En su primera temporada en la máxima categoría 2022/23, aunque el objetivo principal era la salvación, el club quedó en 10.º lugar empatando así la mejor clasificación del equipo en primera división, pero no pudo superar el récord de 51 puntos que consiguió el equipo de Pablo Machín en la temporada 2017/18, aun así tuvo la oportunidad en la última jornada de clasificarse para jugar la Liga Europa Conferencia de la UEFA tras la derrota del Athletic Club en el último partido, dependía de ganar su duelo directo contra el CA Osasuna para jugar la competición, pero la derrota 2-1 y un final de temporada donde sólo consiguió 2 de 15 puntos (0 victorias, 2 empates, 3 derrotas) lo dejó a las puertas de Europa.
En la temporada 2023/24, tras un gran inicio de temporada con 1 empate y 6 victorias seguidas, en la 7.ª jornada se coloca líder de la categoría por primera vez en su historia. el club peleó el liderato con el Real Madrid durante las 27 primeras jornadas, llegándose a colocar 7 veces como líder en solitario, a falta de 8 jornadas el club estaba prácticamente clasificado para competiciones europeas, teniendo que conseguir un solo punto de 24 que restan, lográndolo el 20 de abril de 2024, el 4 de mayo de 2024 a falta de 4 jornadas para acabar la temporada, se asegura un puesto para la Liga de Campeones por primera vez en su historia y después de sólo 4 temporadas en Primera División, al derrotar al F. C. Barcelona por 4-2.
Acabó la temporada en tercera posición con 81 puntos y se convierte en el 5 equipo junto con Real Madrid, Barcelona, Atlético de Madrid y Valencia que superan la barrera de los 80 puntos en una temporada. Marcó 85 goles, siendo el segundo mejor ataque de la Liga, a solo dos tantos del Real Madrid que obtuvo 87, con 24 goles Artem Dovbyk consiguió el Trofeo Pichichi de la Primera División de España, primer ucraniano y primer jugador del Girona FC en conseguir dicho trofeo.

France Football, organizador del galardón junto a la UEFA nominaron Girona FC, junto al Real Madrid, el Manchester City, el Bayer Leverkusen, y el Borussia Dortmund como candidato al mejor equipo del año 2024 en el Balón de Oro que se entregan anualmente en París.

### Liga de Campeones

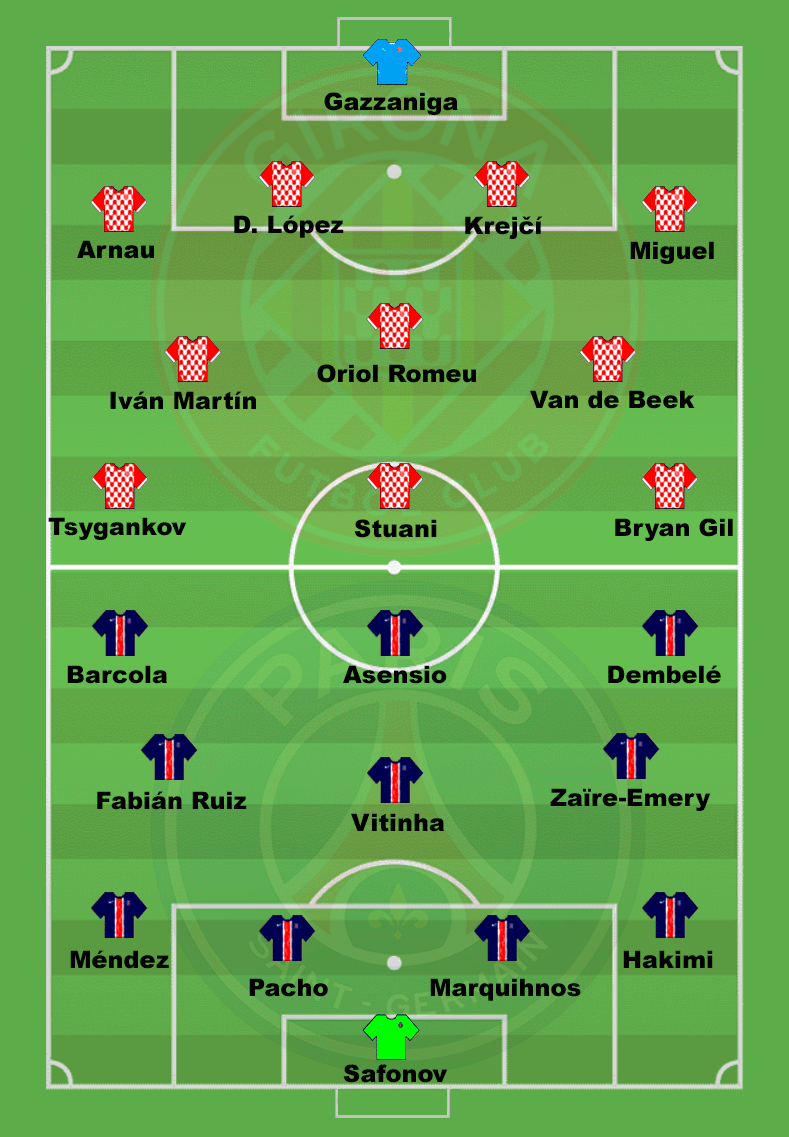
Primera alineación del Girona FC en Liga de Campeones de la UEFA

Con 94 años de historia, el club se clasifica para jugar en competiciones Europeas y se estrena en la máxima categoría europea, la Liga de Campeones de la UEFA. El 29 de agosto de 2024, se realizó el sorteo del nuevo formato de la Liga de campeones, teniendo que disputar la liguilla con los siguientes rivales: Bombo 1: Liverpool y Paris Saint-Germain, Bombo 2: Arsenal y AC Milan, Bombo 3: Feyenoord y PSV Eindhoven, Bombo 4: Slovan Bratislava y  Sturm Graz.
El primer partido de la Liga de Campeones de la UEFA lo disputó frente al Paris Saint-Germain FC el 18 de septiembre de 2024 en Parque de los Príncipes, cayendo derrotado 1-0 con autogol del Paulo Gazzaniga en el minuto 90.
El 22 de octubre de 2024 consiguen la primera victoria en su historia en el certamen al vencer por 2-0 al Slovan Bratislava.

### Del sueño Europeo, a casi volver a segunda
La temporada 2024/25, pretendió ser una temporada histórica ya que fue la primera vez en jugar competición europea, 1 victoria y 7 derrotas los dejo fuera de la competición en el puesto 33 del nuevo formato de la Liga de Campeones de la UEFA. 
Fue un inicio de temporada bastante complicado, llegando a tener 14 jugadores lesionados al mismo tiempo del primer equipo y disputando 3 competiciones

En Copa del Rey, cayó eliminado en segunda ronda contra la Unión Deportiva Logroñés, de Segunda RFEF tras acabar los 90' con 0-0 y con la lesión del portero y no disponer de más cambios, tuvo que jugar toda la prórroga con 10 jugadores y con el defensa Pol Arnau, hijo del mítico portero Francesc Arnau como portero, acabó la prórroga 0-0, en la tanda penaltis llegó a detener el lanzamiento de Abel Ruiz.

En Liga no fue muy diferente, aun así hizo una buena primera vuelta, pero en la segunda vuelta con solo 13 puntos conseguidos de 57 posibles y 11 jornadas seguidas sin ganar, complicó mucho su permanecía en primera división, rozando los puesto de descenso en algunas jornadas, a falta de 2 jornadas, consiguió los puntos suficientes para permanecer en la categoría.

## Celebraciones

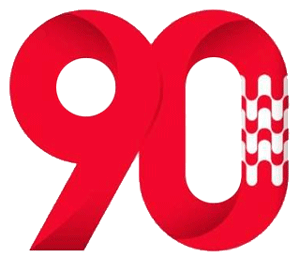
90.º aniversario. 1930-2020

### 50.º aniversario
Según el propio club, para la celebración del cincuentenario se organizaron dos partidos.
- 9 de agosto de 1980, contra la Real Sociedad de Celayeta, Bakero, Zamora y Satrústegui que ganó 1-2, en la 11.ª edición del trofeo Costa Brava.[52]
- 21 de agosto de 1980, contra el Real Madrid de Agustín, Gallego, Stielike, Del Bosque, Juanito, Santillana y Cunningham que ganó 1-4, en el IV Trofeo Inmortal de Gerona.[53]

### 75.º aniversario
Para el 75.º aniversario, el Girona FC se enfrentó al F.C. Barcelona de Víctor Valdés, Carles Puyol, Andrés Iniesta, Xavi Hernández, Samuel Eto'o y Ronaldinho en un partido amistoso con victoria del Barça por 1-2.

## Presidentes
El Girona FC ha tenido, contando al actual, 33 presidentes a lo largo de su historia.
En la asamblea de constitución del club se eligió como primer presidente a Albert de Quintana i de León, uno de los creadores del Gerona junto con 12 compañeros más, que lo eligieron por ser él, el de mayor edad, tan solo estuvo 2 años al cargo del club.
El presidente con mayor duración en un mandato en la historia del club fue Benjamí Colomer i Pous, que ostentó el cargo durante 8 años, entre 1959 a 1967.
El presidente del Girona FC es Delfí Geli, desde el 9 de julio de 2015, tras la dimisión de Patxi Otamendi.

### Junta directiva
La actual junta directiva está formada por los siguientes miembros:

| Consejo de Administración | Nombre           |
| ------------------------- | ---------------- |
| Presidente                | Pere Guardiola   |
| Vocales                   | Ingo Bank        |
| Vocales                   | John MacBeath    |
| Vocales                   | Simon Cliff      |
| Vocales                   | Roger Solé       |
| Vocales                   | Ricardo Sosa     |
| Secretario del Consejo    | Ricard Capdevila |

| Estructura Ejecutiva   | Nombre          |
| ---------------------- | --------------- |
| Presidente             | Delfí Geli      |
| Director General (CEO) | Ignasi Mas-Bagà |
| Director Deportivo     | Quique Cárcel   |

## Símbolos

### Himno del Girona Fútbol Club
El 6 de noviembre de 2010 se estrena el nuevo himno del Girona FC, compuesto por Josep Thió, ex componente de Sopa de Cabra e interpretado por "The Gruixut's". Este sustituye a la sardana "Girona m'enamora" que el club usaba como antiguo himno.

### Escudo
El actual escudo está formado por dos círculos concéntricos con la leyenda GIRONA FUTBOL CLUB en blanco sobre fondo rojo, el círculo interior está cruzado por 11 franjas, 6 blancas y 5 rojas portando un blasón losanjado de oro con cuatro palos verticales gules y escusón central cuadrilongo ibérico verado de ondas rojas y blancas.

### Uniforme
Los colores actuales de las equipaciones para la temporada 2024/25 son:
- Uniforme titular: Camiseta blanca con rayas 6 rayas finas rojas verticales, pantalón y medias rojos.
- Uniforme suplente: Camiseta, pantalón y medias amarillas.
- Uniforme alternativo: Camiseta, pantalón y medias azul oscuro.
- Marca deportiva: Puma
- Patrocinador principal: Etihad Airways

| Primera | (Ver evolución) | Actual |

## Estadio

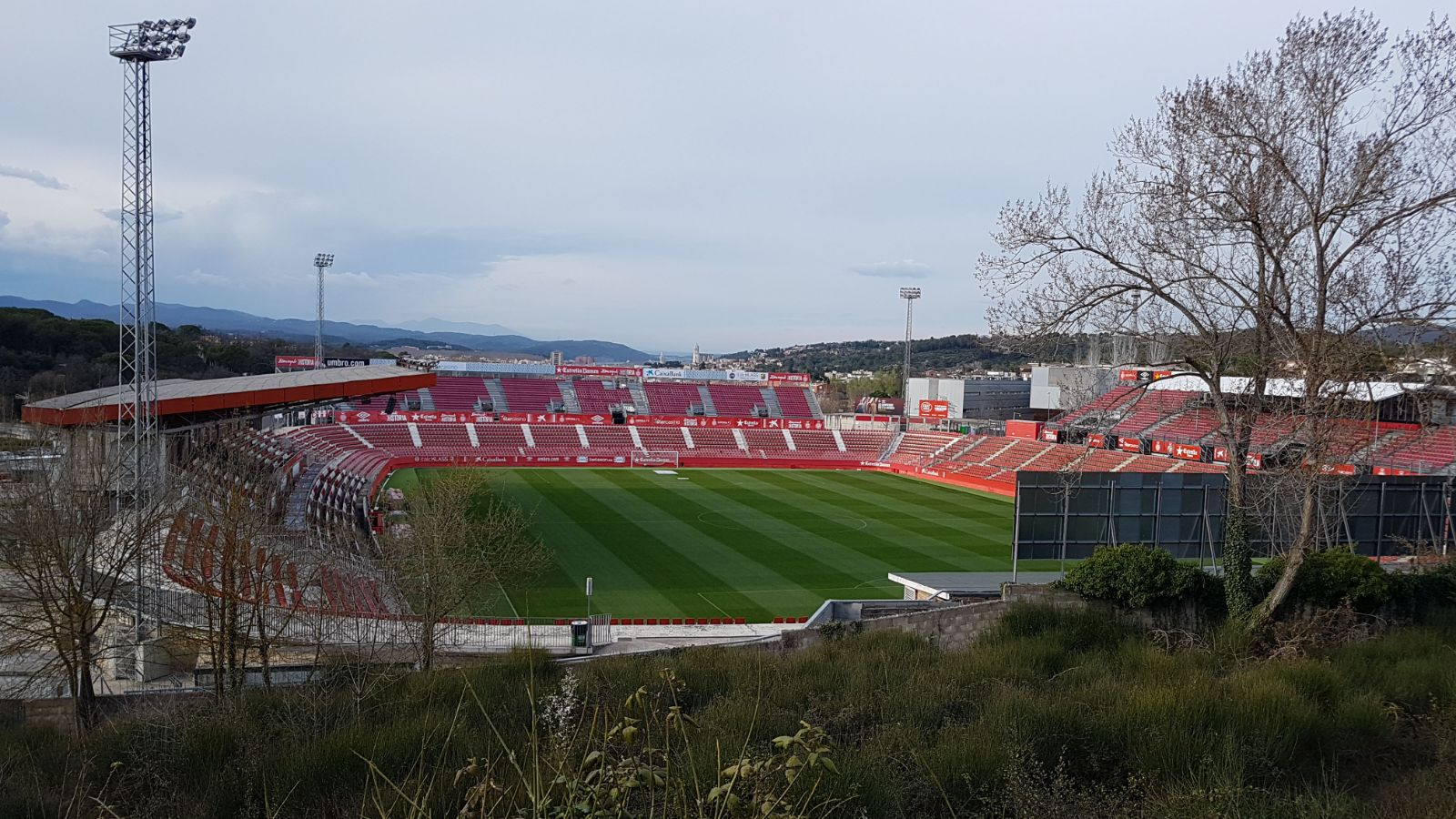
Panorámica de Montilivi

El día 14 de agosto de 1970 en un amistoso contra el F.C. Barcelona, se inauguró el Estadio Municipal de Montilivi. Es el segundo campo de que dispone el Girona FC, después de que el anterior, el Vista Alegre, hubiera servido durante casi 50 años. A principios de la temporada 1967-68 la directiva proyectó la construcción de un nuevo campo que, además de ofrecer cuatro veces más espacio que el estadio de Vista Alegre, fuera patrimonio del club.
El Estadio Municipal de Montilivi es el estadio donde juega sus partidos como local el Girona FC. Está ubicado en el barrio del Montilivi, Gerona, tiene capacidad para 11.286 espectadores todos sentados y sus dimensiones son de 100 × 68 m. Los asientos son de color rojo en honor a los colores del club y posee terreno de hierba natural.
En 1984 el Girona FC perdió el patrimonio con la municipalización de Montilivi, desde entonces el ayuntamiento ha tenido que invertir en él para adaptarlo a las exigencias de la LFP.
El 12 de marzo de 2012, el Ayuntamiento de Gerona cedió el campo a favor del club por 30 años, prorrogable a 50 en total.
Para la Temporada 2017-18 se amplia provisionalmente el estadio a 13.286 localidades con dos gradas suplementarias, una en Gol Nord y otra en Preferente. Estas gradas se harán fijas si el equipo logra la permanencia durante su primera temporada en la Primera División.
Para la Temporada 2018-19 se amplia provisionalmente el estadio a 14.286 localidades con una gradas retráctil en Gol Sud.

### Estadios anteriores
- Camp de Vista Alegre: (1930-70) Inaugurado el 29 de junio de 1922 con capacidad para 4.700 espectadores, en un partido contra el F.C. Barcelona.[56]

## Afición
| Peñas oficiales | Peñas oficiales                           | Peñas oficiales | Peñas oficiales      | Peñas oficiales |
| Año             | Peña                                      | Año             | Localidad            | Ubicación       |
| --------------- | ----------------------------------------- | --------------- | -------------------- | --------------- |
| 1               | Inmortal                                  | 1992            | Gerona               | Gol Sud         |
| 2               | Guixols Costa Brava                       | 2012            | San Feliu de Guixols | Gol Norte       |
| 3               | Barbero Bailongo                          | 2013            | Gerona               | Gol Norte       |
| 4               | Vallcanera-Sils                           | 2014            | Sils                 | Gol Sud         |
| 5               | Saltenca                                  | 2014            | Salt                 | Preferente      |
| 6               | Los Jandristas                            | 2014            | Gerona               | Gol Sud         |
| 7               | Nord Girona-Alex Granell                  | 2015            | Gerona               | Gol Norte       |
| 8               | Eloi Amagat                               | 2015            | Vilablareix          | Preferente      |
| 9               | Pere Pons amb dos collons                 | 2016            | San Juan de Mollet   | Gol Norte       |
| 10              | Pablo Machine                             | 2016            | Gerona               | Preferente      |
| 11              | Els Paparres Gironins                     | 2017            | Gerona               | Gol Sur         |
| 12              | Gironina                                  | 2017            | Gerona               | Gol Norte       |
| 13              | Cassanenca                                | 2017            | Cassá de la Selva    | Preferente      |
| 14              | Sant Narcis                               | 2017            | Gerona               | Preferente      |
| 15              | Gironina de Blanes                        | 2017            | Blanes               | Preferente      |
| 16              | Jovent Gironí                             | 2017            | Gerona               | Gol Sur         |
| 17              | Girona Costa Brava Sud-Lloret de Mar      | 2018            | Lloret de Mar        | Preferente      |
| 18              | Som-hi Girona Pla de l'estany             | 2018            | Bañolas              | Gol Sur         |
| 19              | Penya Gironina Vall del Llémena           | 2018            | San Gregorio         | Gol Norte       |
| 20              | Penya Gironista Esquenapelats de L'Escala | 2018            | La Escala            | Gol Sur         |
| 21              | Penya Tramuntana Gironina                 | 2019            | Navata               | Gol Norte       |
| 22              | Associació Gironana de Ripoll             | 2019            | Ripoll               | Preferente      |
| 23              | India Red&White Fan Club                  | 2019            | Kerala               | Sin ubicación   |
| 24              | UAE Red&White Supporters Club             | 2019            | Dubái                | Sin ubicación   |
| 25              | Penya Gironina Vall del Ges               | 2021            | Valle de Osona       | Sin ubicación   |
| 26              | Associació Gironina de Ripoll             | 2022            | Ripoll               | Sin ubicación   |
| 27              | Penya Gironina Perpinyà                   | 2023            | Perpiñán             | Sin ubicación   |
| 28              | Penya Orgull Gironí de Barcelona          | 2024            | Barcelona            | Sin ubicación   |
| 29              | Penya Gironista Els Tossuts d'Anglès      | 2024            | Anglés               | Sin ubicación   |
| 30              | Penya Gironina Baix Montseny              | 2024            | -                    | Sin ubicación   |
| 31              | Penya Quartenca                           | 2024            | Quart                | Sin ubicación   |
| 32              | Penya Costa Brava Centre Platja d'Aro     | 2024            | Playa de Aro         | Sin ubicación   |

1. ↑  La peña Jovent Gironí es la encargada de la grada de animación de Montilivi.

El club cuenta en total con 32 peñas oficiales.
La Plaza de Cataluña es el lugar de celebración de los triunfos.
En la temporada 2012/13 y 2017/18 la afición recibió el premio "Jugador Nº12", un premio que se viene entregando desde la Temporada 2008/09, por la LFP y Aficiones Unidas, el cual consiste en una camiseta con el dorsal número 12.

## Mascota

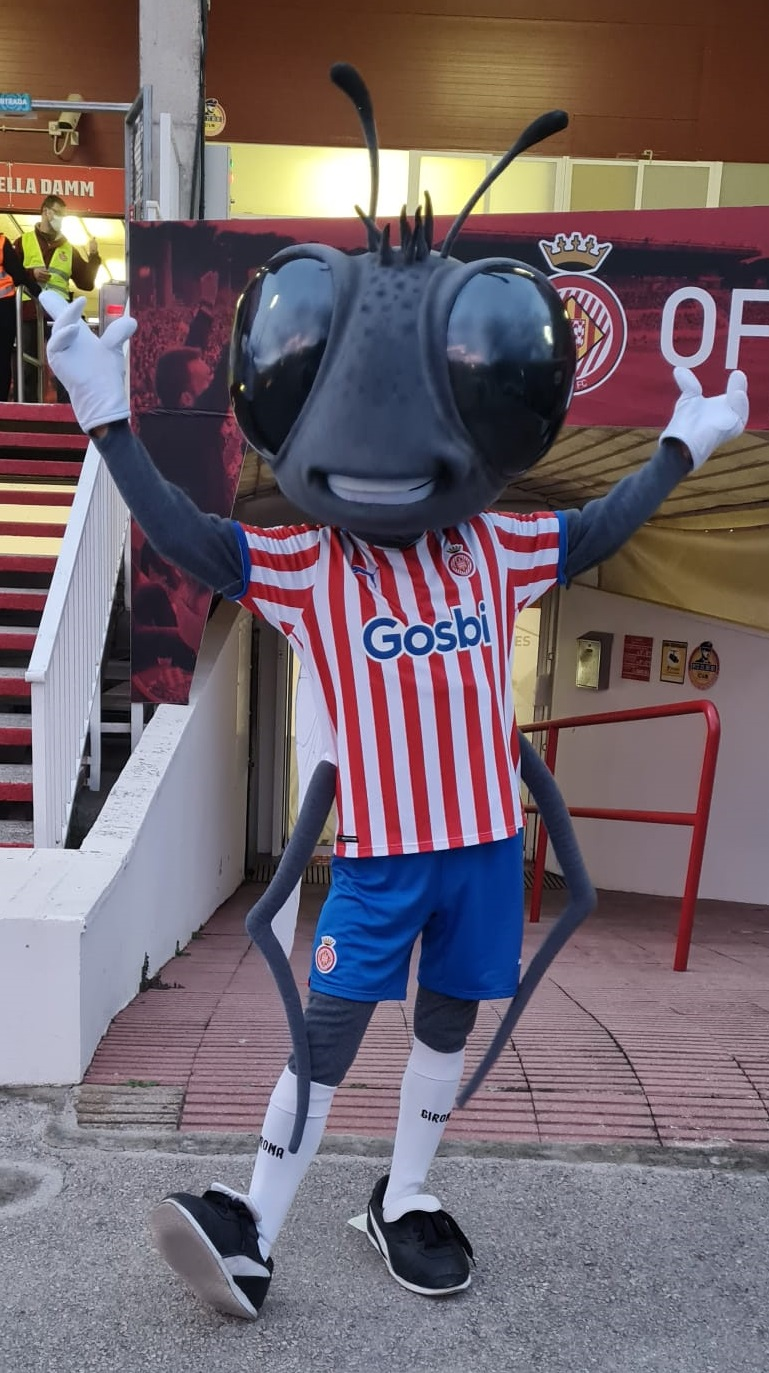
"Sisa"

### Carmany (2011-2020)
En 2011, durante la campaña "Tots Som Girona", el Girona adoptó como mascota a Carmany, figura creada por el estudiante Pau Giró, de 11 años, e inspirada en el rey Carlomagno (en catalán: Carlemany). Carmany fue escogido en un concurso en que participaron 2308 dibujos de alumnos de una quincena de centros educativos y convertido en un diseño tridimensional para su adopción como mascota.

La mascota fue presentada el 5 de febrero de 2011 junto con la camiseta "G! Costa Brava".

### Sisa (2020-)
En 2020, la mosca "Sisa" fue escogida como nueva mascota del Club. Fue elegida por los socios en un concurso en el cual se presentaron tres grandes leyendas de Girona, (la cocollona, la leona y las moscas de San Narciso), y una vez salió elegida como mascota con 55% de los votos, se buscó nombre para esta. El nombre escogido fue Sisa, que es el diminutivo de Narcisa en honor de san Narciso, patrón de la ciudad.
La mosca está ligada a la historia de la ciudad de Girona y a la leyenda de San Narciso. Según cuentan, en 1285 durante el asedio a Gerona de las tropas de Felipe III de Francia, del sepulcro del santo surgieron una multitud de moscas que atacaron a los soldados franceses que pretendían profanar su tumba y los hicieron huir, salvando a la ciudad del dominio extranjero. Así que Sisa representa la defensa de la ciudad, los valores de la lucha, la humildad y el trabajo en equipo características propias del Girona FC.

## Tots som Girona
El 13 de agosto de 2011, el club lanza una revista con las noticias recientes del Girona FC y un informe completo y estadístico sobre el equipo que visita esa semana el estadio, en un concurso donde el aficionado debía buscar nombre a esta publicación, Tots som Girona sería entregada de manera gratuita, a todos los aficionados que visitaran el estadio los días de partido.

## Datos del club
| Concepto                         | Valor | Periodo                            |
| -------------------------------- | ----- | ---------------------------------- |
| Temporadas en Primera División   | 6     | Incluida Temp. 2025-26             |
| Temporadas en Segunda División   | 24    |                                    |
| Temporadas en Segunda División B | 13    |                                    |
| Temporadas en Tercera División   | 44    |                                    |
| Mejor puesto en la Liga          | 3.º   | Primera División de España 2023-24 |

### Torneos nacionales (4)
| Competición Nacional     | Títulos                                             | Subcampeonatos |
| ------------------------ | --------------------------------------------------- | --- |
| Segunda División         |                                                     | 2016-17. |
| Segunda División "B" (1) | 2007-08 (Gr. III).                                  | |
| Tercera División (3)     | 1954-55 (Gr. VI), 1988-89 (Gr. V), 2005-06 (Gr. V). | 1947-48, 1953-54 (Gr. III), 1955-56 (Gr. VI), 1961-62 (Gr. VI), 1970-71 (Gr. III), 1972-73 (Gr. III), 1976-77 (Gr. III), 1985-86 (Gr. V), 2002-03 (Gr. V), 2006-07 (Gr. V). |

### Torneos regionales (4)
| Competición Regional             | Títulos     | Subcampeonatos |
| -------------------------------- | ----------- | -------------- |
| Trofeo Moscardo y Finalísima (2) | 1966, 1971. | 1963, 1969.    |
| Campeonato de Cataluña           |             | 1939-40.       |
| Copa Cataluña (1)                | 2025.       | 2015, 2017.    |
| Supercopa de Cataluña (1)        | 2019.       |                |

| Trofeos amistosos         | Títulos | Años                                                                                                   |
| ------------------------- | ------- | --- |
| Trofeo Costa Brava        | 17      | 1974, 1975, 1984, 1987, 1990, 1991, 1992, 1993, 1997, 2011, 2014, 2015, 2017, 2018, 2022, 2023 y 2025. |
| Trofeo Gaspar Matas       | 3       | 1985, 2004, 2008.                                                                                      |
| Trofeo Inmortal de Girona | 2       | 1982, 1992.                                                                                            |
| Trofeo Villa de Gracia    | 1       | 2006.                                                                                                  |
| Trofeo Ciudad de Tarrasa  | 1       | 2013.                                                                                                  |
| Trofeo Vila de Palamós    | 1       | 2014.                                                                                                  |

### Estadísticas del club

#### A favor
| Concepto                                      | Valor | Periodo                                |
| --------------------------------------------- | ----- | -------------------------------------- |
| Mayor goleada en casa                         | 7 - 0 | Temp. 2023-24 - Granada Club de Fútbol |
| Mayor goleada a domicilio                     | 1 - 5 | Temp. 2012-13 - C.D. Guadalajara       |
| Partidos sin perder consecutivos              | 15    | Temp. 2023-24                          |
| Partidos ganados consecutivos                 | 7     | Temp. 2020-21                          |
| Partidos ganados en una temporada             | 25    | Temp. 2023-24                          |
| Partidos ganados en casa en una temporada     | 15    | Temp. 2012-13 y Temp. 2023-24          |
| Partidos ganados a domicilio en una temporada | 13    | Temp. 2014-15                          |
| Goles marcados en una temporada               | 85    | Temp. 2023-24                          |
| Máxima puntuación en una temporada            | 82    | Temp. 2014-15                          |

#### En contra
| Concepto                                       | Valor | Periodo                                                                |
| ---------------------------------------------- | ----- | ---------------------------------------------------------------------- |
| Mayor goleada en casa                          | 0 - 4 | Temp. 2009-10 - Levante U. D., Temp. 2024-25 - Club Atlético de Madrid |
| Mayor goleada a domicilio                      | 8 - 1 | Temp. 1958-59 - R. Valladolid C. F.                                    |
| Partidos sin ganar consecutivos                | 12    | Temp. 2013-14                                                          |
| Partidos perdidos consecutivos                 | 6     | Temp. 2018-19                                                          |
| Partidos perdidos en una temporada             | 19    | Temp. 2018-19                                                          |
| Partidos perdidos en casa en una temporada     | 10    | Temp. 2018-19                                                          |
| Partidos perdidos a domicilio en una temporada | 14    | Temp. 1950-51, Temp. 1957-58                                           |
| Goles encajados en una temporada               | 69    | Temp. 1949-50                                                          |
| Mínima puntuación en una temporada             | 37    | Temp. 2018-19                                                          |

## Jugadores

### Plantilla 2025-26
- Los jugadores con dorsales superiores al 25 son, a todos los efectos, jugadores del filial y como tales, podrán compaginar partidos con el primer y segundo equipo. Como exigen las normas de la LFP, los jugadores de la primera plantilla deberán llevar los dorsales del 1 al 25. Del 26 en adelante serán jugadores del equipo filial.
- Los equipos españoles están limitados a tener en la plantilla un máximo de tres jugadores sin pasaporte de la Unión Europea. La lista incluye sólo la nacionalidad deportiva de cada jugador:
  - Christian Stuani posee la doble nacionalidad Uruguaya y Española.
  - Paulo Gazzaniga posee la doble nacionalidad Argentina e Italiana.
  - Yangel Herrera posee la doble nacionalidad Venezolana y Española.

### Fichajes 2025-26

#### Altas
| Jugador          | Posición       | Destino            | Tipo                | Costo |
| ---------------- | -------------- | ------------------ | ------------------- | ----- |
| Thomas Lemar     | Centrocampista | Atlético de Madrid | Cesión              | 0 €   |
| Hugo Rincón      | Defensa        | Athletic Club      | Cesión              | 0 €   |
| Valery Fernández | Centrocampista | R. C. D. Mallorca  | Regreso tras cesión | 0 €   |
| Joel Roca        | Delantero      | C. D. Mirandés     | Regreso tras cesión | 0 €   |
| Ibrahima Kebe    | Centrocampista | Lommel S. K.       | Regreso tras cesión | 0 €   |
| Toni Fuidias     | Portero        | F. C. Cartagena    | Regreso tras cesión | 0 €   |

#### Bajas
- Estos precios no incluye IVA o sumas por objetivos.

| Jugador          | Posición       | Destino           | Tipo                | Costo        |
| ---------------- | -------------- | ----------------- | ------------------- | ------------ |
| Miguel Gutiérrez | Defensa        | SSC Nápoles       | Traspaso            | 18.000.000 € |
| Ilyas Chaira     | Delantero      | Real Oviedo       | Traspaso            | 1.500.000 €  |
| Juanpe Ramírez   | Defensa        | Atlético San Luis | Libre               | 0 €          |
| Arthur Melo      | Centrocampista | Juventus de Turín | Regresa tras cesión | 0 €          |
| Oriol Romeu      | Centrocampista | F.C. Barcelona    | Regresa tras cesión | 0 €          |
| Bryan Gil        | Delantero      | Tottenham Hotspur | Regresa tras cesión | 0 €          |
| Arnaut Danjuma   | Centrocampista | Villarreal C. F.  | Regresa tras cesión | 0 €          |

#### Cedidos
| Jugador          | Posición       | Destino                | Tipo   | Costo |
| ---------------- | -------------- | ---------------------- | ------ | ----- |
| Toni Fuidias     | Portero        | Gimnástic de Tarragona | Cesión | 0 €   |
| Gabriel Misehouy | Delantero      | Aris Salónica          | Cesión | 0 €   |
| Kim Min-su       | Centrocampista | F. C. Andorra          | Cesión | 0 €   |

## Fichajes históricos

### Fichajes más caros en la historia del club
| Jugador         | Procedencia             | Precio       | Temp.   |
| --------------- | ----------------------- | ------------ | ------- |
| Yaser Asprilla  | Watford Football Club   | 25.000.000 € | 2024-25 |
| Ladislav Krejčí | Sparta de Praga         | 12.000.000 € | 2024-25 |
| Abel Ruiz       | Sporting Clube de Braga | 9.000.000 €  | 2024-25 |
| Artem Dovbyk    | SC Dnipro-1             | 7.700.000 €  | 2023-24 |
| Jhon Solís      | Atlético Nacional       | 6.000.000 €  | 2023-24 |

### Ventas más caras en la historia del club
| Jugador          | Destino                      | Precio       | Temp.   |
| ---------------- | ---------------------------- | ------------ | ------- |
| Artem Dovbyk     | AS Roma                      | 38.000.000 € | 2024-25 |
| Miguel Gutiérrez | SSC Nápoles                  | 20.000.000 € | 2025-26 |
| Aleix García     | Bayer Leverkusen             | 20.000.000 € | 2024-25 |
| Miguel Gutiérrez | SSC Nápoles                  | 18.000.000 € | 2025-26 |
| Santiago Bueno   | Wolverhampton Wanderers F.C. | 13.000.000 € | 2023-24 |
| Pedro Porro      | Manchester City              | 12.000.000 € | 2019-20 |

## Internacionales con su selección
| Internacionales absolutos convocados por primera vez antes de jugar con el Girona | Internacionales absolutos convocados por primera vez antes de jugar con el Girona | Internacionales absolutos convocados por primera vez antes de jugar con el Girona | Internacionales absolutos convocados por primera vez antes de jugar con el Girona | Internacionales absolutos convocados por primera vez antes de jugar con el Girona | Internacionales absolutos convocados por primera vez antes de jugar con el Girona | Internacionales absolutos convocados por primera vez antes de jugar con el Girona | Internacionales absolutos convocados por primera vez antes de jugar con el Girona |
| Nombre                                                                            | País                                                                              | Fecha debut                                                                       | Ciudad                                                                            | Tipo partido                                                                      | Selección rival                                                                   | Resultado                                                                         |                                                                                   |
| --------------------------------------------------------------------------------- | --------------------------------------------------------------------------------- | --------------------------------------------------------------------------------- | --------------------------------------------------------------------------------- | --------------------------------------------------------------------------------- | --------------------------------------------------------------------------------- | --------------------------------------------------------------------------------- | --------------------------------------------------------------------------------- |
| Ladislav Krejčí                                                                   | Rep. Checa                                                                        | 24/03/2022                                                                        | Estocolmo                                                                         | Clas. Mundial 2026                                                                | Suecia                                                                            | 1-0                                                                               |                                                                                   |
| Yaser Asprilla                                                                    | Colombia                                                                          | 16/01/2022                                                                        | Fort Lauderdale                                                                   | Amistoso                                                                          | Honduras                                                                          | 2-1                                                                               |                                                                                   |
| Bojan Miovski                                                                     | Macedonia Norte                                                                   | 08/10/2021                                                                        | Vaduz                                                                             | Clas. Mundial 2022                                                                | Liechtenstein                                                                     | 0-4                                                                               |                                                                                   |
| Artem Dovbyk                                                                      | Ucrania                                                                           | 31/03/2021                                                                        | Kiev                                                                              | Clas. Mundial 2022                                                                | Kazajistán                                                                        | 1-1                                                                               |                                                                                   |
| Abel Ruiz                                                                         | España                                                                            | 08/08/2021                                                                        | Leganés                                                                           | Amistoso                                                                          | Lituania                                                                          | 4-0                                                                               |                                                                                   |
| Bryan Gil                                                                         | España                                                                            | 25/03/2021                                                                        | Granada                                                                           | Clas. Mundial 2022                                                                | Grecia                                                                            | 1-1                                                                               |                                                                                   |
| Eric García                                                                       | España                                                                            | 06/09/2020                                                                        | Madrid                                                                            | Liga de Naciones                                                                  | Ucrania                                                                           | 4-0                                                                               |                                                                                   |
| Pau López                                                                         | España                                                                            | 06/09/2020                                                                        | Las Palmas de G.C.                                                                | Amistoso                                                                          | Bosnia y Herz.                                                                    | 5-0                                                                               |                                                                                   |
| Paulo Gazzaniga                                                                   | Argentina                                                                         | 20/11/2018                                                                        | Mendoza                                                                           | Amistoso                                                                          | México                                                                            | 2-0                                                                               |                                                                                   |
| Arijanet Muric                                                                    | Kosovo                                                                            | 20/11/2018                                                                        | Pristina                                                                          | Liga Naciones                                                                     | Azerbaiyán                                                                        | 4-0                                                                               |                                                                                   |
| Arnaut Danjuma                                                                    | Países Bajos                                                                      | 13/10/2018                                                                        | Ámsterdam                                                                         | Liga Naciones                                                                     | Alemania                                                                          | 3-0                                                                               |                                                                                   |
| Donny van de Beek                                                                 | Países Bajos                                                                      | 14/11/2017                                                                        | Bucarest                                                                          | Amistoso                                                                          | Rumania                                                                           | 0-3                                                                               |                                                                                   |
| Olarenwaju Kayode                                                                 | Nigeria                                                                           | 23/03/2017                                                                        | Londres                                                                           | Amistoso                                                                          | Senegal                                                                           | 1-1                                                                               |                                                                                   |
| Thomas Lemar                                                                      | Francia                                                                           | 15/11/2016                                                                        | Lens                                                                              | Amistoso                                                                          | Costa de Marfil                                                                   | 0-0                                                                               |                                                                                   |
| Viktor Tsyhankov                                                                  | Ucrania                                                                           | 12/11/2016                                                                        | Odesa                                                                             | Clas. Mundial 2018                                                                | Finlandia                                                                         | 1-0                                                                               |                                                                                   |
| Yangel Herrera                                                                    | Venezuela                                                                         | 11/10/2016                                                                        | Mérida                                                                            | Elim. Mundial - 1.ª rda.                                                          | Brasil                                                                            | 0-2                                                                               |                                                                                   |
| Marlos Moreno                                                                     | Colombia                                                                          | 24/03/2016                                                                        | La Paz                                                                            | Clas. Mundial 2018                                                                | Bolivia                                                                           | 2-3                                                                               |                                                                                   |
| Michael Olunga                                                                    | Kenia                                                                             | 13/06/2015                                                                        | Brazzaville                                                                       | Clas. CopaAfrica 2017                                                             | Rep. del Congo                                                                    | 1-1                                                                               |                                                                                   |
| Johan Mojica                                                                      | Colombia                                                                          | 26/03/2015                                                                        | Riffa                                                                             | Amistoso                                                                          | Baréin                                                                            | 0-6                                                                               |                                                                                   |
| Édgar Bárcenas                                                                    | Panamá                                                                            | 07/08/2014                                                                        | Lima                                                                              | Amistoso                                                                          | Perú                                                                              | 3-0                                                                               |                                                                                   |
| Yassine Bounou                                                                    | Marruecos                                                                         | 14/08/2013                                                                        | Tánger                                                                            | Amistoso                                                                          | Burkina Faso                                                                      | 1-2                                                                               |                                                                                   |
| Alexander Callens                                                                 | Perú                                                                              | 18/04/2013                                                                        | California                                                                        | Amistoso                                                                          | México                                                                            | 0-0                                                                               |                                                                                   |
| Daley Blind                                                                       | Países Bajos                                                                      | 06/02/2013                                                                        | Ámsterdam                                                                         | Amistoso                                                                          | Italia                                                                            | 1-1                                                                               |                                                                                   |
| Christian Stuani                                                                  | Uruguay                                                                           | 14/11/2012                                                                        | Gdansk                                                                            | Amistoso                                                                          | Polonia                                                                           | 1-3                                                                               |                                                                                   |
| Anthony Lozano                                                                    | Honduras                                                                          | 11/08/2011                                                                        | Miami                                                                             | Amistoso                                                                          | Venezuela                                                                         | 2-0                                                                               |                                                                                   |
| Pape Diamanka                                                                     | Senegal                                                                           | 26/06/2011                                                                        | Barranquilla                                                                      | Amistoso                                                                          | Colombia                                                                          | 2-0                                                                               |                                                                                   |
| Seydou Doumbia                                                                    | Costa de Marfil                                                                   | 18/11/2009                                                                        | Gelsenkirchen                                                                     | Amistoso                                                                          | Alemania                                                                          | 2-2                                                                               |                                                                                   |
| Dejan Lekić                                                                       | Serbia                                                                            | 14/11/2009                                                                        | Belfast                                                                           | Amistoso                                                                          | Irlanda del Norte                                                                 | 0-1                                                                               |                                                                                   |
| Axel Witsel                                                                       | Bélgica                                                                           | 26/03/2008                                                                        | Bruselas                                                                          | Amistoso                                                                          | Marruecos                                                                         | 1-4                                                                               |                                                                                   |
| Ranko Despotović                                                                  | Serbia                                                                            | 24/11/2007                                                                        | Belgrado                                                                          | Clas. Eurocopa 2008                                                               | Kazajistán                                                                        | 1-0                                                                               |                                                                                   |
| Rafa Ponzo                                                                        | Venezuela                                                                         | 18/08/2004                                                                        | Las Palmas                                                                        | Amistoso                                                                          | España                                                                            | 3-2                                                                               |                                                                                   |
| "Moha" El Yaagoubi                                                                | Marruecos                                                                         | 12/02/2003                                                                        | París                                                                             | Amistoso                                                                          | Senegal                                                                           | 1-0                                                                               |                                                                                   |
| Marc Bernaus                                                                      | Andorra                                                                           | 15/11/2000                                                                        | Limasol                                                                           | Clas. Mundial 2002                                                                | Chipre                                                                            | 5-0                                                                               |                                                                                   |
| Gerard López                                                                      | España                                                                            | 03/06/2000                                                                        | Gotemburgo                                                                        | Amistoso                                                                          | Suecia                                                                            | 1-1                                                                               |                                                                                   |
| Emilio Aldecoa                                                                    | España                                                                            | 30/05/1948                                                                        | Barcelona                                                                         | Amistoso                                                                          | Irlanda                                                                           | 2-1                                                                               |                                                                                   |

| Internacionales absolutos convocados por primera vez mientras jugaba en el Girona | Internacionales absolutos convocados por primera vez mientras jugaba en el Girona | Internacionales absolutos convocados por primera vez mientras jugaba en el Girona | Internacionales absolutos convocados por primera vez mientras jugaba en el Girona | Internacionales absolutos convocados por primera vez mientras jugaba en el Girona | Internacionales absolutos convocados por primera vez mientras jugaba en el Girona | Internacionales absolutos convocados por primera vez mientras jugaba en el Girona | Internacionales absolutos convocados por primera vez mientras jugaba en el Girona |
| Nombre                                                                            | País                                                                              | Fecha debut                                                                       | Ciudad                                                                            | Tipo partido                                                                      | Selección rival                                                                   | Resultado                                                                         |                                                                                   |
| --------------------------------------------------------------------------------- | --------------------------------------------------------------------------------- | --------------------------------------------------------------------------------- | --------------------------------------------------------------------------------- | --------------------------------------------------------------------------------- | --------------------------------------------------------------------------------- | --------------------------------------------------------------------------------- | --------------------------------------------------------------------------------- |
| "Savinho" Moreira                                                                 | Brasil                                                                            | 23/03/2024                                                                        | Londres                                                                           | Amistoso                                                                          | Inglaterra                                                                        | 0-1                                                                               |                                                                                   |
| Aleix García                                                                      | España                                                                            | 16/11/2023                                                                        | Limasol                                                                           | Clas. Eurocopa 2024                                                               | Chipre                                                                            | 1-3                                                                               |                                                                                   |
| Yan Couto                                                                         | Brasil                                                                            | 12/10/2023                                                                        | Cuiabá                                                                            | Clas. Mundial 2026                                                                | Venezuela                                                                         | 1-1                                                                               |                                                                                   |
| Santiago Bueno                                                                    | Uruguay                                                                           | 24/03/2023                                                                        | Tokio                                                                             | Amistoso                                                                          | Japón                                                                             | 1-1                                                                               |                                                                                   |
| Jonás Ramalho                                                                     | Angola                                                                            | 13/10/2020                                                                        | Lisboa                                                                            | Amistoso                                                                          | Mozambique                                                                        | 0-3                                                                               |                                                                                   |
| Paik Seung-ho                                                                     | Corea del Sur                                                                     | 11/06/2019                                                                        | Seúl                                                                              | Amistoso                                                                          | Irán                                                                              | 1-1                                                                               |                                                                                   |

| Internacionales absolutos convocados por primera vez después de jugar con el Girona | Internacionales absolutos convocados por primera vez después de jugar con el Girona | Internacionales absolutos convocados por primera vez después de jugar con el Girona | Internacionales absolutos convocados por primera vez después de jugar con el Girona | Internacionales absolutos convocados por primera vez después de jugar con el Girona | Internacionales absolutos convocados por primera vez después de jugar con el Girona | Internacionales absolutos convocados por primera vez después de jugar con el Girona | Internacionales absolutos convocados por primera vez después de jugar con el Girona |
| Nombre                                                                              | País                                                                                | Fecha debut                                                                         | Ciudad                                                                              | Tipo partido                                                                        | Selección rival                                                                     | Resultado                                                                           |                                                                                     |
| ----------------------------------------------------------------------------------- | ----------------------------------------------------------------------------------- | ----------------------------------------------------------------------------------- | ----------------------------------------------------------------------------------- | ----------------------------------------------------------------------------------- | ----------------------------------------------------------------------------------- | ----------------------------------------------------------------------------------- | ----------------------------------------------------------------------------------- |
| Rodrigo Riquelme                                                                    | España                                                                              | 16/11/2023                                                                          | Limasol                                                                             | Clas. Eurocopa 2024                                                                 | Chipre                                                                              | 1-3                                                                                 |                                                                                     |
| Álex Baena                                                                          | España                                                                              | 12/09/2023                                                                          | Granada                                                                             | Amistoso                                                                            | Chipre                                                                              | 6-0                                                                                 |                                                                                     |
| Pedro Porro                                                                         | España                                                                              | 28/03/2021                                                                          | Tiflis                                                                              | Clas. Mundial 2022                                                                  | Georgia                                                                             | 1-2                                                                                 |                                                                                     |
| Douglas Luiz                                                                        | Brasil                                                                              | 19/11/2019                                                                          | Abu Dabi                                                                            | Amistoso                                                                            | Corea del Sur                                                                       | 3-0                                                                                 |                                                                                     |
| Yhoan Andzouana                                                                     | Rep. del Congo                                                                      | 13/11/2019                                                                          | Thiès                                                                               | Clas. CopaAfrica 2020                                                               | Senegal                                                                             | 2-0                                                                                 |                                                                                     |
| Marcelo Djaló                                                                       | Guinea-Bisáu                                                                        | 29/06/2019                                                                          | Ismailía                                                                            | Copa África 2019                                                                    | Benín                                                                               | 0-0                                                                                 |                                                                                     |
| Jaime Mata                                                                          | España                                                                              | 23/03/2019                                                                          | Valencia                                                                            | Clas. Eurocopa 2020                                                                 | Noruega                                                                             | 2-1                                                                                 |                                                                                     |
| Delfí Geli                                                                          | España                                                                              | 15/01/1992                                                                          | Torres Novas                                                                        | Amistoso                                                                            | Portugal                                                                            | 0-0                                                                                 |                                                                                     |
| Domènec Balmanya                                                                    | España                                                                              | 23/10/1966                                                                          | Dublín                                                                              | Clas. Eurocopa 1967                                                                 | Irlanda                                                                             | 0-0                                                                                 |                                                                                     |
| Josep Puig 'Curta'                                                                  | España                                                                              | 26/01/1947                                                                          | Lisboa                                                                              | Amistoso                                                                            | Portugal                                                                            | 4-1                                                                                 |                                                                                     |
| Castillo                                                                            | España                                                                              | 26/04/1931                                                                          | Barcelona                                                                           | Amistoso                                                                            | Irlanda                                                                             | 1-1                                                                                 |                                                                                     |

## Fechas destacadas
| Fecha                    | Acontecimiento                                                                                           |
| ------------------------ | --- |
| 23 de julio de 1930      | Se crea el Girona Fútbol Club.                                                                           |
| 1 de agosto de 1930      | El Ayuntamiento autoriza el uso del escudo de la ciudad, en los distintivos del Girona F. C.             |
| 19 de octubre de 1930    | Balbí Clara convierte el primer gol oficial del Girona F. C.                                             |
| 14 de agosto de 1970     | Se inaugura el Estadio de Montilivi, con el partido Girona-Barcelona, con victoria visitante por 1-3.    |
| 15 de agosto de 1970     | 1.ª edición del Trofeo Costa Brava.                                                                      |
| 19 de agosto de 1971     | Campeón de campeones del Trofeo Moscardo y campeón del Trofeo Finalísima.                                |
| 25 de agosto de 1974     | Gana el Trofeo Costa Brava por primera vez.                                                              |
| 2 de enero de 2009       | Primer jugador extracomunitario, Ibusuki Hiroshi.                                                        |
| 30 de julio de 2009      | El Girona F. C. se convierte en sociedad anónima deportiva.                                              |
| 18 de mayo de 2013       | Mayor número de aficionados desplazados, 1800 a Villarreal.                                              |
| 30 de mayo de 2015       | Bate el récord absoluto de victorias a domicilio en toda la historia de la Segunda División con 13.      |
| 4 de junio de 2017       | Asciende por primera vez en la historia a Primera División.                                              |
| 19 de agosto de 2017     | Christian Stuani marca el primer gol del club en Primera División y primer partido en Primera División.  |
| 26 de agosto de 2017     | Primera victoria en Primera División, 1-0 ante Málaga.                                                   |
| 29 de octubre de 2017    | Derrota al Real Madrid 2-1 en el primer enfrentamiento de Primera División.                              |
| 3 de marzo de 2018       | Se convierte en el mejor debutante en la historia de Primera División con 40 puntos en la jornada 27.    |
| 28 de septiembre de 2023 | Se pone líder de 1.ª división por primera vez en su historia.                                            |
| 30 de septiembre de 2023 | Mayor asistencia con 14.184 espectadores, desde que las gradas están provistas de asientos individuales. |
| 4 de mayo de 2024        | Se clasifica por primera vez en su historia para jugar la Liga de Campeones                              |
| 1 de agosto de 2024      | Se traspasa a Artem Dovbyk por 38 000 000 €, cantidad más alta pagada nunca al Girona por un traspaso.   |
| 22 de agosto de 2024     | Se ficha a Yaser Asprilla por unos 25 000 000 €, cantidad más alta pagada por un fichaje.                |
| 18 de septiembre de 2024 | Primer partido en Liga de Campeones.                                                                     |
| 2 de octubre de 2024     | David López marca el primer gol en Liga de Campeones.                                                    |
| 22 de octubre de 2024    | Primera victoria en Liga de Campeones.                                                                   |

## Cantera
Los campos de entrenamiento del Girona, así como los de las categorías del fútbol base, se encuentran en la Escuela de fútbol de La Vinya, situada en el (PGA Catalunya Resort) en la localidad de Caldes de Malavella. Tiene una superficie de 22 000 m² y fue inaugurada el 13 de julio de 2018.
"La Vinya" es una cantera prolífica de la que han salido futbolistas que, con el tiempo, alcanzaron renombre nacional e internacional, como David Juncà, Pere Pons, Carles Mas, Sebastià Coris o Pedro Porro.

### Filial
Desde la temporada 2016-17 a la 2018-19 el CF Peralada, que militaba en la "Segunda División B" se convirtió en el filial.

### Girona FC "B"
El filial del Girona juega en Tercera División RFEF.
La temporada 2009/2010, el equipo infantil del Girona FC Llegó a la final del MIC, el prestigioso torneo que se disputa cada año en la costa brava. Perdiendo aquella final por 0-3 ante el Aspire Football Dreams.
La temporada 2023/2024, el equipo juvenil B y el cadete A llegaron a la final del MIC. Ambos equipos pierden la final contra CF Villarreal i FC Barcelona respectivamente.
Esa misma temporada (2023/2024), el equipo Cadete A se procalama por primera vez en la historia campeón de Catalunya absoluto, al derrotar en la final disputada en Manresa al FC Barcelona, con gol de Bogdan Ungureanu antes del descanso.

### Juvenil "A"
El primer equipo del juvenil milita en el Grupo III de la División de Honor Juvenil de España.
Jugadores importantes han llegado a jugar en el fútbol profesional como es el caso de: David Juncà, Pere Pons, Sebas Coris, Carles Mas, Gerard Gumbau, Pedro Porro, Valery Fernández

## Secciones

### Fútbol femenino
El equipo milita, en la temporada 2013-14, en el grupo III de la Segunda División.

### Fútbol sala
A principios del año 2013 contaba con cinco equipos en la sección de fútbol sala.

## Colaboraciones

### Baloncesto en silla de ruedas
El 22 de octubre de 2010 el CB MIFAS Esplais, de la División de Honor B, firmó un convenio para usar los colores y el escudo del Girona FC.

### Hockey patines
En la temporada 2010/11 el Girona Club de Hoquei, de la OK Liga Femenina, también firmó un acuerdo de colaboración.

## Anexos
| Entidades relacionados | Datos estadísticos y trayectoria | Historia y hechos relevantes | Infraestructuras |
| --- | --- | --- | --- |
| - Girona FC Femenino - Girona Fútbol Club "B" - Girona Club de Hoquei - Bàsquet Girona - Uni Girona Club de Bàsquet - CB MIFAS Esplais | - Partidos del Girona FC en Comp. Europeas - Partidos del Girona FC en Primera División - Partidos del Girona FC en Segunda División - Promociones de ascenso a Primera División - Jugadores con más partidos del Girona FC - Goleadores del Girona Fútbol Club - Estadísticas Segunda División siglo XXI - Trayectoria del Girona Fútbol Club | - Presidentes del Girona Fútbol Club - Entrenadores del Girona Fútbol Club - Futbolistas del Girona Fútbol Club - Indumentaria del Girona Fútbol Club - Himno del Girona Fútbol Club - Trofeo Costa Brava - Anexo:Estadísticas del Girona Fútbol Club | - Municipal de Montilivi - City Football Academy Girona FC - La Vinya - Camp de Vista Alegre - Pabellón Municipal Gerona-Fontajau |